# Neuronema albostigma
Neuronema albostigma is een insect uit de familie van de bruine gaasvliegen (Hemerobiidae), die tot de orde netvleugeligen (Neuroptera) behoort. 
Neuronema albostigma is voor het eerst wetenschappelijk beschreven door Matsumura in 1907.